# Ponte sospeso (Foligno)
Il Ponte sospeso è un ambiente di palazzo Trinci a Foligno, che contiene un ciclo di affreschi frammentario della scuola di Gentile da Fabriano, databile al 1411-1412. 

## Storia

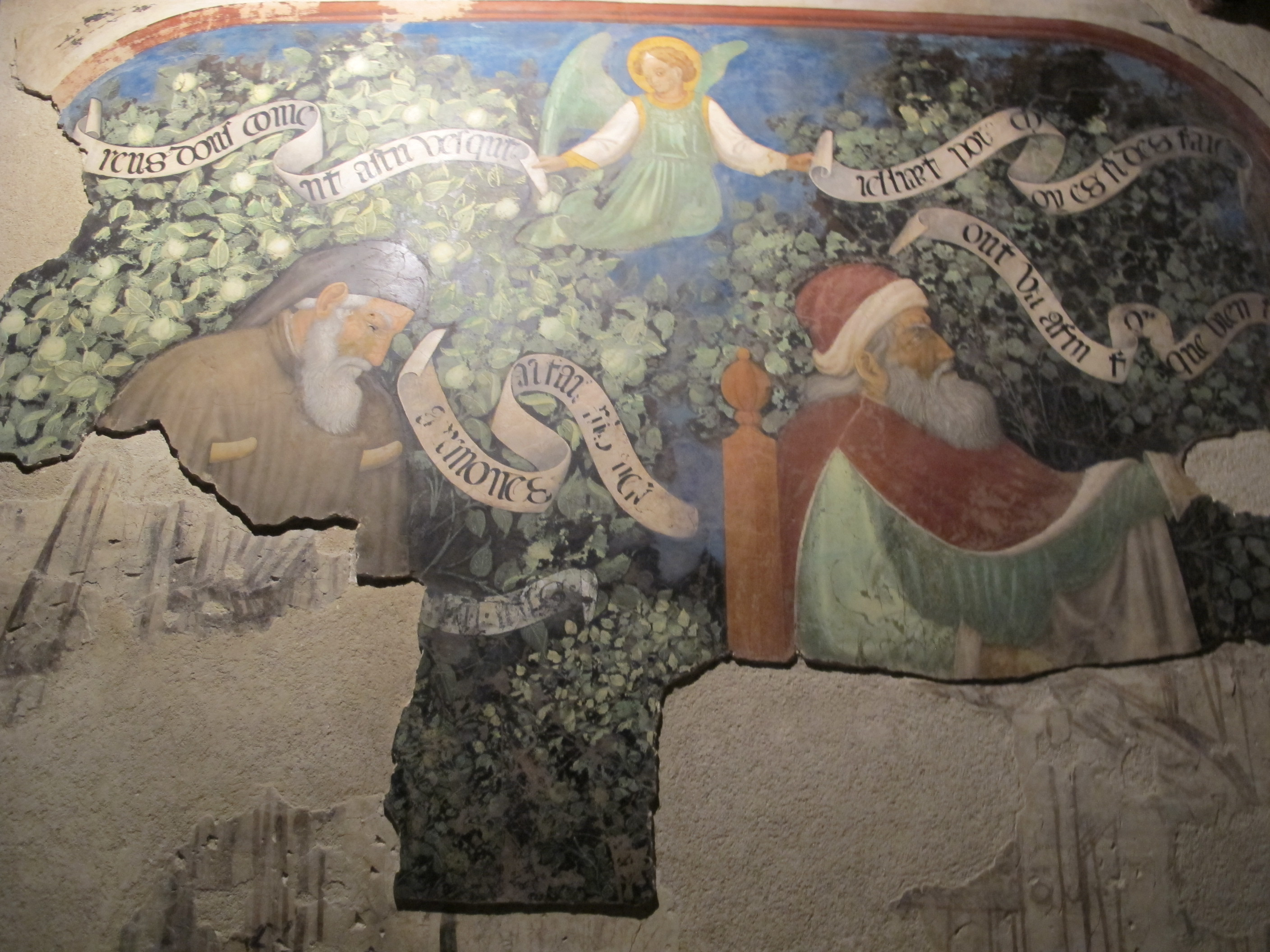
Sette età dell'uomo: Vecchiaia e Decrepitezza

Negli anni 1411-1412 Gentile fu a Foligno, dove eseguì i disegni per il ciclo decorativo di palazzo Trinci su commissione di Ugolino III. Il complesso programma decorativo, squisitamente profano, celebrava la continuità tra la signoria dei Trinci e l'impero romano, e fu ispirato dall'umanista Francesco da Fiano. 
Recenti scoperte documentarie hanno precisato la commissione e il pagamento degli affreschi. Il 27 agosto 1411 Gentile riceveva 225 fiorini d'oro per la "sala imperatorum" (la Sala dei Giganti), la "camera rosarum" (la "Sala delle Arti liberali e dei Pianeti") e per la "loggia", ovvero la Loggia di Romolo e Remo. In un altro documento del 12 gennaio 1412 Gentile riceveva un'altra quietanza di 93 fiorini per alcune pitture non specificate e per una piccola tavola della Madonna. In tale atto si nominano anche i collaboratori del maestro: Jacopo da Venezia (forse Jacopo Bellini, che però all'epoca sarebbe stato appena adolescente), Paolo Nocchi da Foligno, Francesco Giambono da Bologna, ma residente a Foligno, e Battista di Domenico da Padova. Non appare quindi il nome del veronese Niccolò di Pietro a cui la critica aveva proposto l'attribuzione degli affreschi.
L'oblio dei cicli di Palazzo Trinci nella storiografia artistica fu dovuto a cause storiche, legate a una sorta di damnatio memoriae che investì i Trinci dopo la dominazione pontificia della città: gli affreschi erano infatti scialbati. Nel 1864 metà delle figure dei Giganti vennero riscoperte in una sorta di mezzanino creato infraponendo un piano di calpestio al sottotetto. Altri affreschi furono trovati fino al 1918-1919, e restaurati in maniera non ottimale. Solo col recente restauro, successivo al terremoto del 1997, si è potuto ritrovare appieno la ricchezza delle decorazioni pittoriche del palazzo, che grazie ai ritrovamenti documentari e a nuovi studi. Recente è anche la valorizzazione nel panorama storico-critico, interrompendo l'ormai secolare giudizio negativo avviato da Adolfo Venturi in poi, che liquidò con una scarsa considerazione gli affreschi di palazzo Trinci, sebbene li avesse visti solo in foto e solo i Giganti a metà, quando ancora si affacciavano nel mezzanino.
Le pitture del Ponte sospeso in particolare vennero ritrovate nel 1918-1919 e molto probabilmente sono da riferire a pittori locali su disegno di Gentile, il quale a sua volta si ispirò a taccuini francesi.

## Descrizione e stile
L'ambiente è il cavalcavia che attraversa l'antica "strada de Sancto Iacomo" e che collegava il palazzo con gli edifici dei canonici, un tempo costruiti sopra la navata della Cattedrale, e la basilica stessa. 
Oggi sono visibili gli affreschi e spesso le sinopie sottostanti, che però nella parete sinistra (provenendo dalla Sala delle Arti liberali e dei Pianeti) non combaciano con le scene dipinte. su questo lato infatti venne avviato il ciclo delle Età dell'uomo, poi trasferito, in misura maggiore, sulla parete opposta, probabilmente per un ripensamento sull disposizione delle scene e sullo spazio a disposizione. Il ciclo più in superficie, riferibile alla presenza di Gentile in città, è quello di Prodi (sinistra) e delle Sette età dell'uomo (destra), composto da una serie di figure allineate sotto finte nicchie, come nella vicina Sala dei Giganti. 
Gli eroi, di cui si sottolinea il rango aristocratico e l'abbigliamento militare, si trovano sopra una pedana di sostegno azzurra, incorniciati da archi ogivali retti da esili pilastrini esagonali. Si inizia da 'Romolo, a cui segue sopra l'arco di un portale, separato da una gabbietta con dentro un pappagallo, Scipione l'Africano. I successivi personaggi raffigurano la serie dei Nove prodi della tradizione medievale francese, che contano personaggi del mondo ebraico/biblico (Giosuè, Davide, Giuda Maccabeo), pagano (Ettore, Giulio Cesare e Alessandro Magno) e cristiano (Re Artù, Carlo Magno e Goffredo di Buglione), alcuni dei quali perduti, in particolare nelle metà inferiori. In queste zone si vede il ciclo leggermente più antico delle età dell'uomo a monocromo, raffigurate come una serie di personaggi impegnati in attività del mondo cortese entro una foresta, tra lo svolazzare di nastri con iscrizioni che ne chiariscono il significato. 

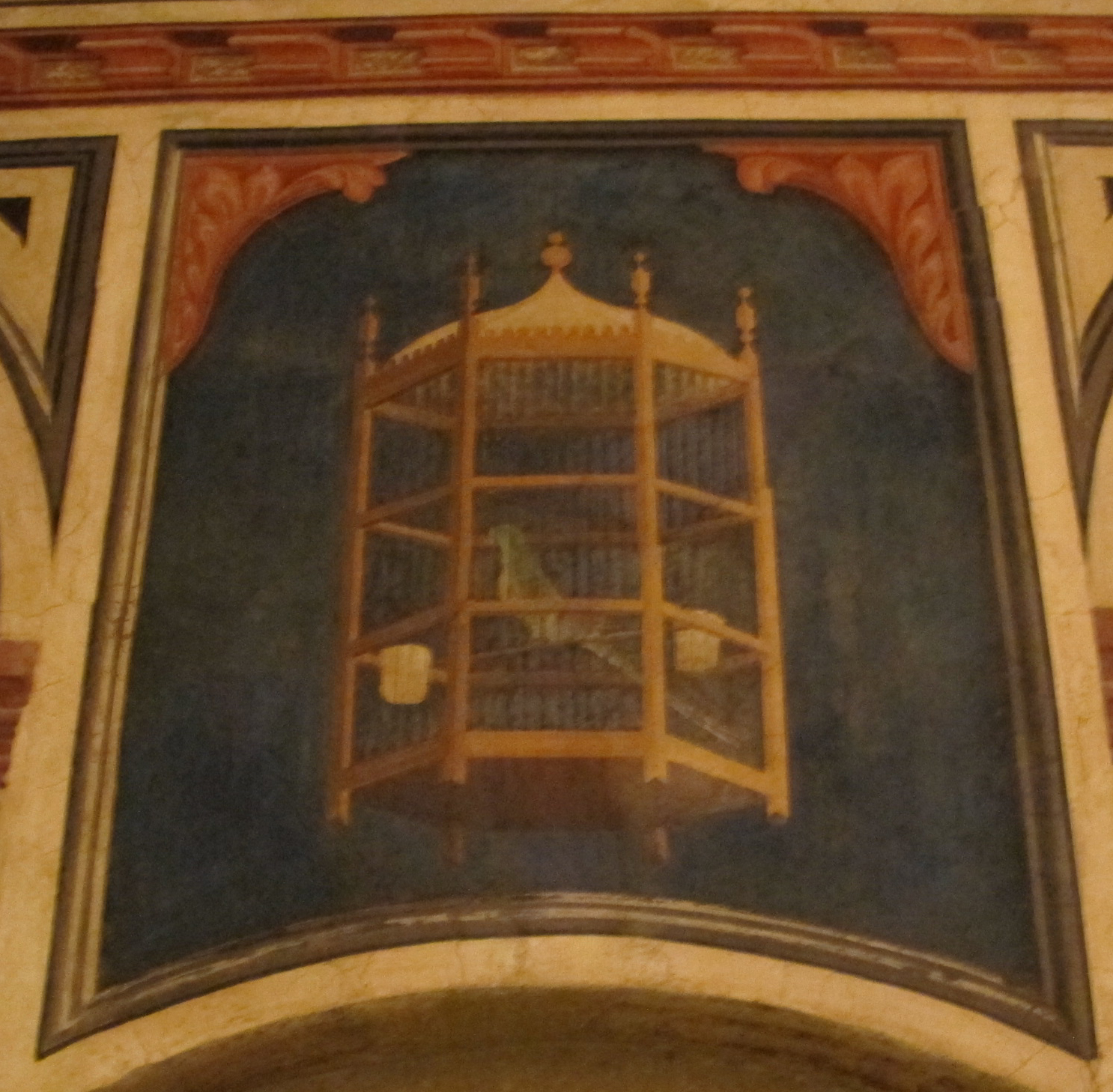
La gabbietta dipinta

Il tema delle sette età dell'uomo era frequente a Foligno: in piazza della Repubblica stavano collocate su mensole sette teste romane componenti una serie su tale tema, inoltre se ne trova una raffigurazione anche nei tondi della vicina Sala delle Arti liberali e dei Pianeti. Negli affreschi del Ponte sospeso, in uno sfondo vegetale che allude forse al "giardino della vita", sono raffigurate sette figure rappresentante ciascuna delle età (Infanzia, Adolescenza, Giovinezza, Virilità, Maturità, Vecchiaia, Decrepitezza). Angeli sbucano in volo dal folto della vegetazione e mostrano cartigli che, in antico francese, spiegano il significato delle figure sottostanti. L'Infanzia è rappresentata da un bambino che gioca con una frusta, l'Adolescenza da un giovanetto che scocca una freccia verso l'alto, la Giovinezza da un uomo a cavallo, la Virilità da uno in piedi con un mazzo di fiori in mano, la Maturità da un uomo seduto che legge un libro, la Vecchiaia da un anziano con le stampelle, e la Decrepitezza con un uomo dalla barba bianca che scruta il cielo attendendo la fine dell'esistenza. 

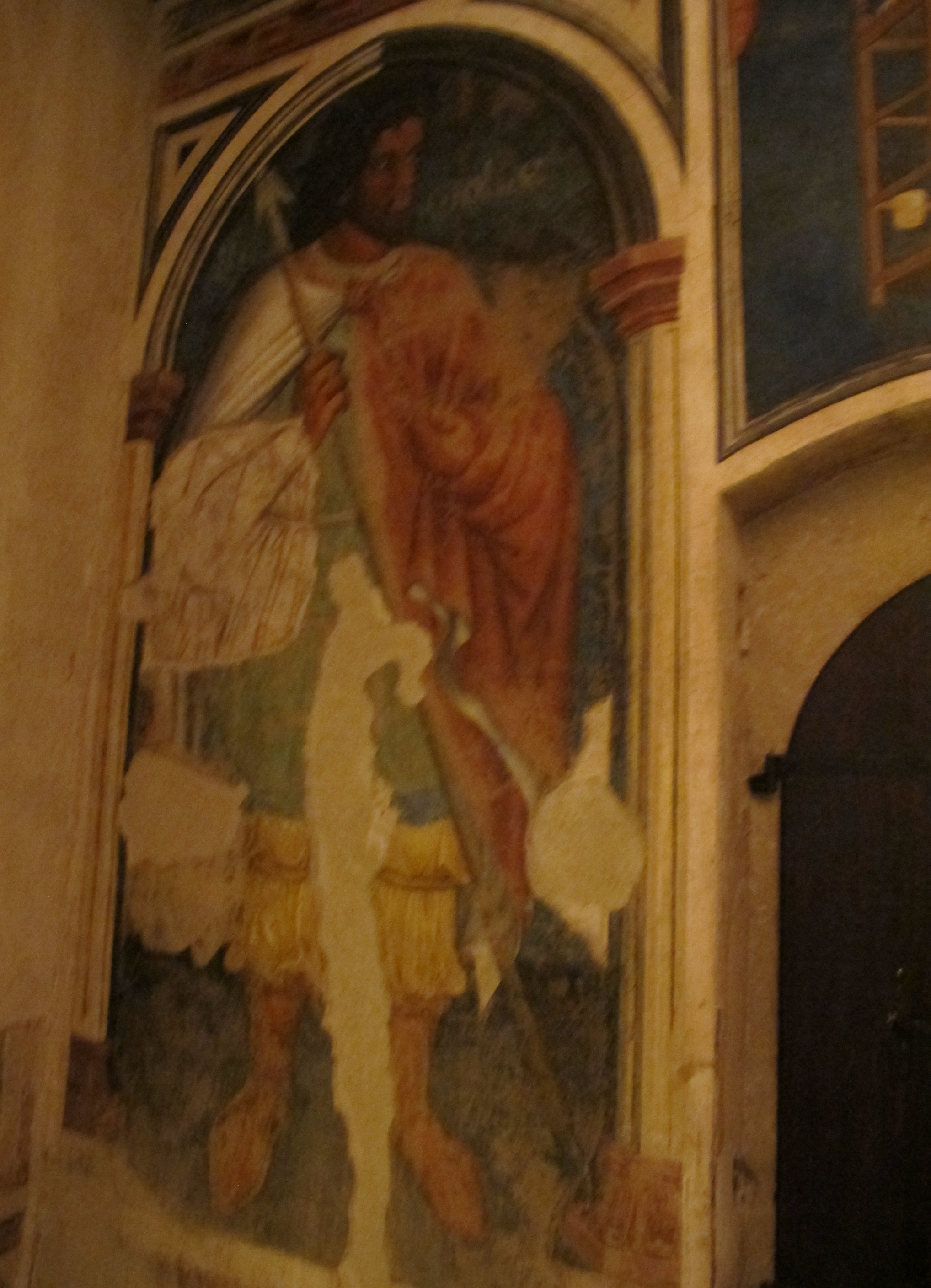
Romolo
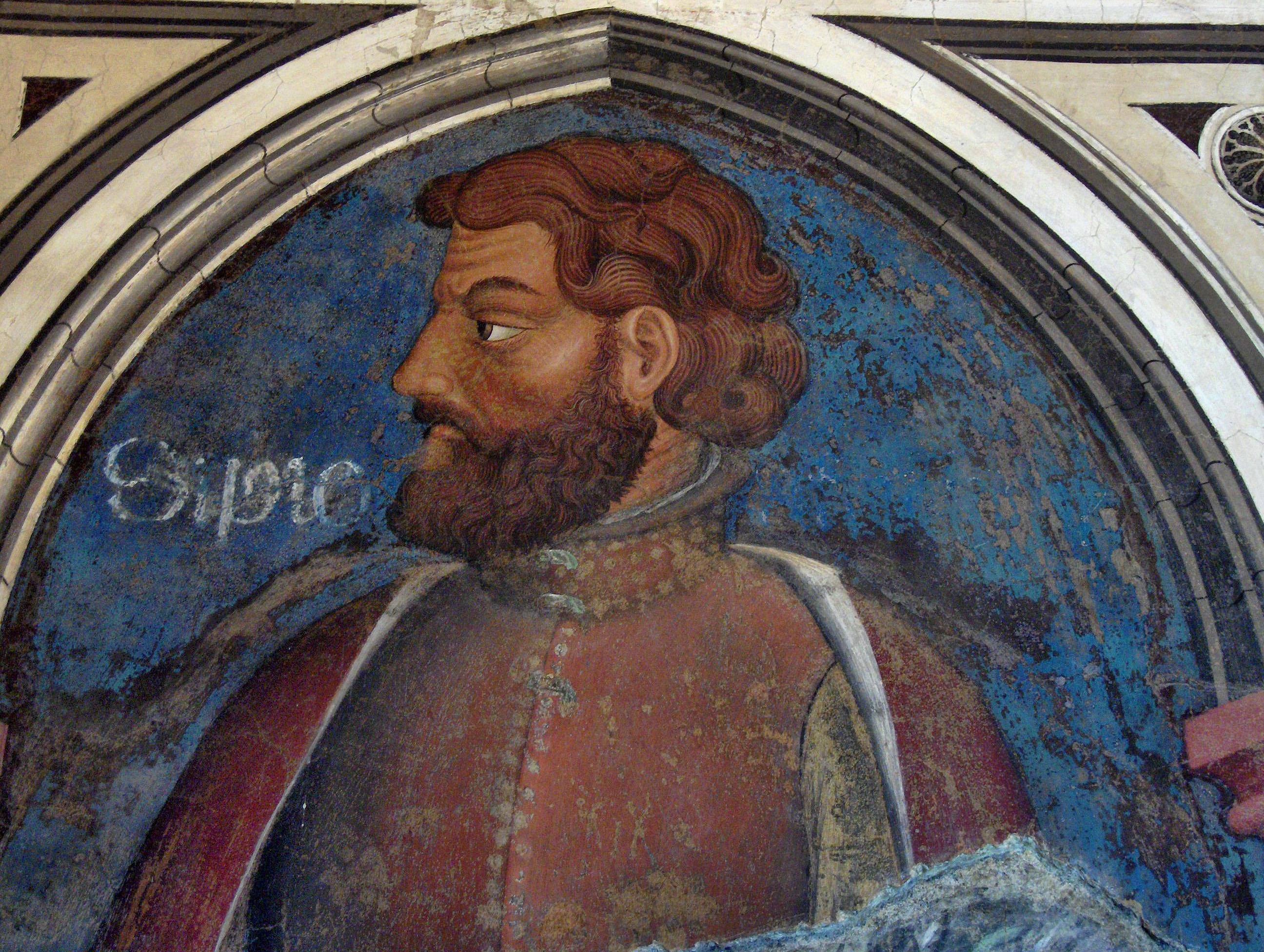
Scipione
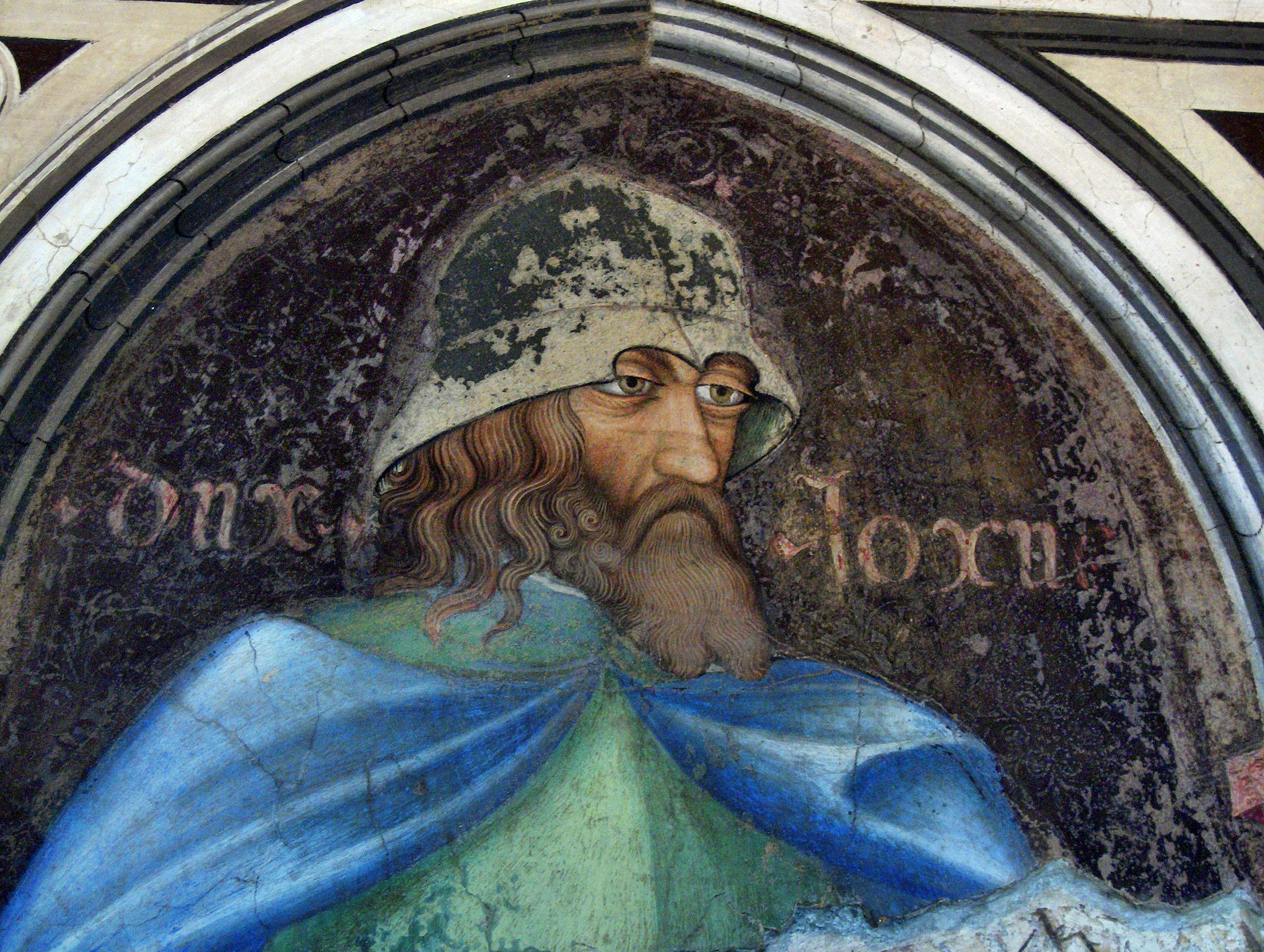
Giosuè
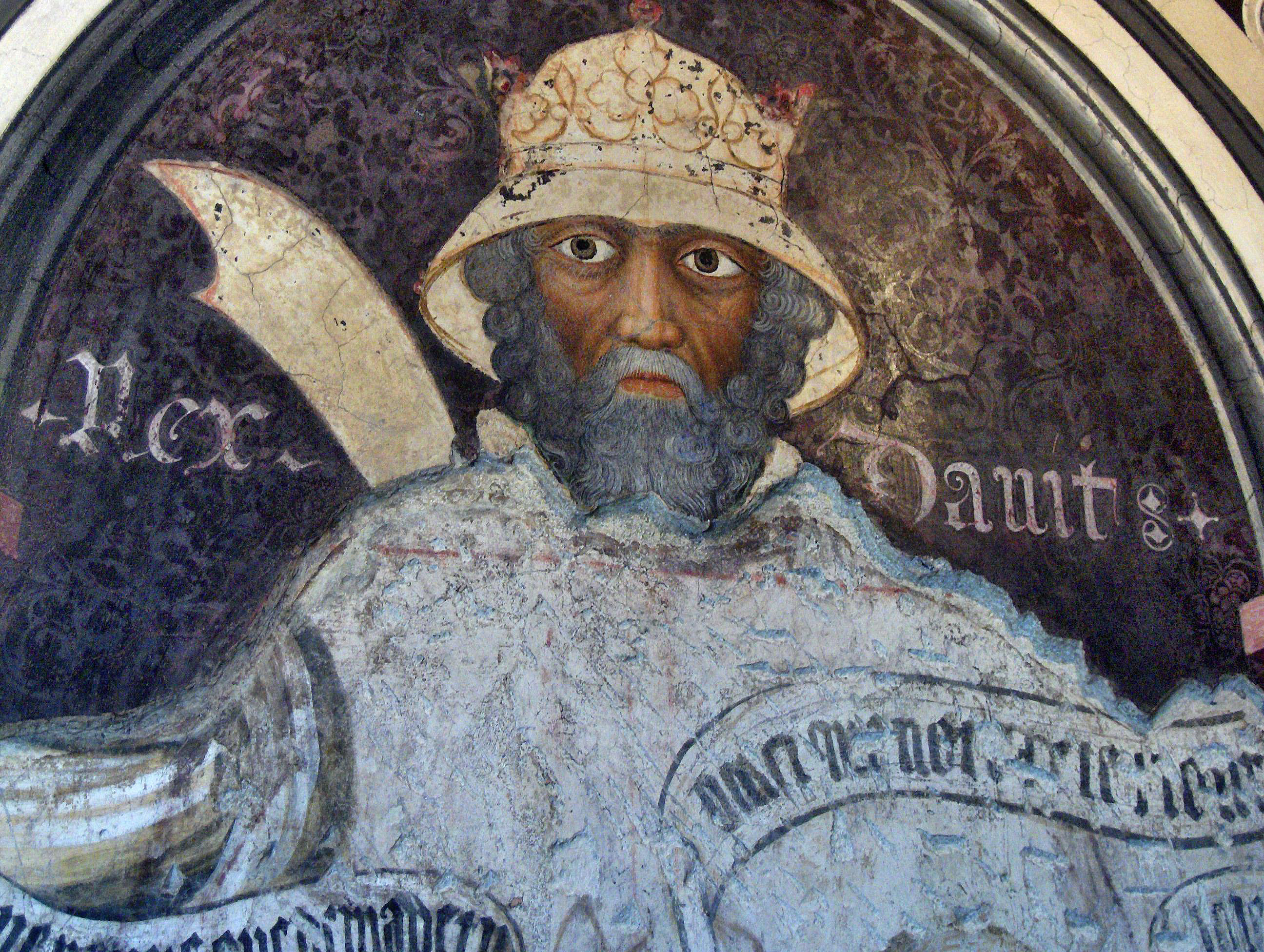
Re Davide
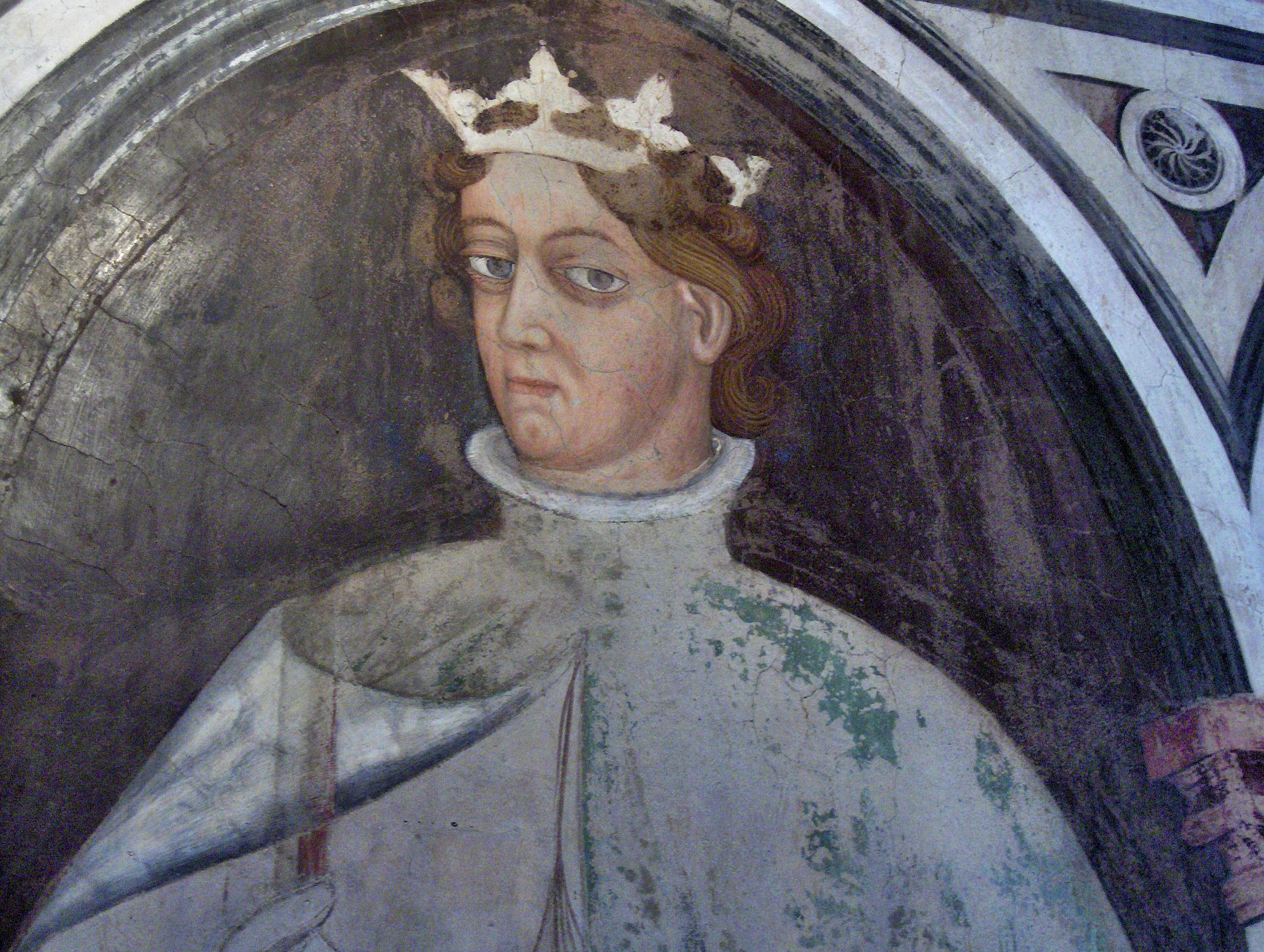
Re Artù
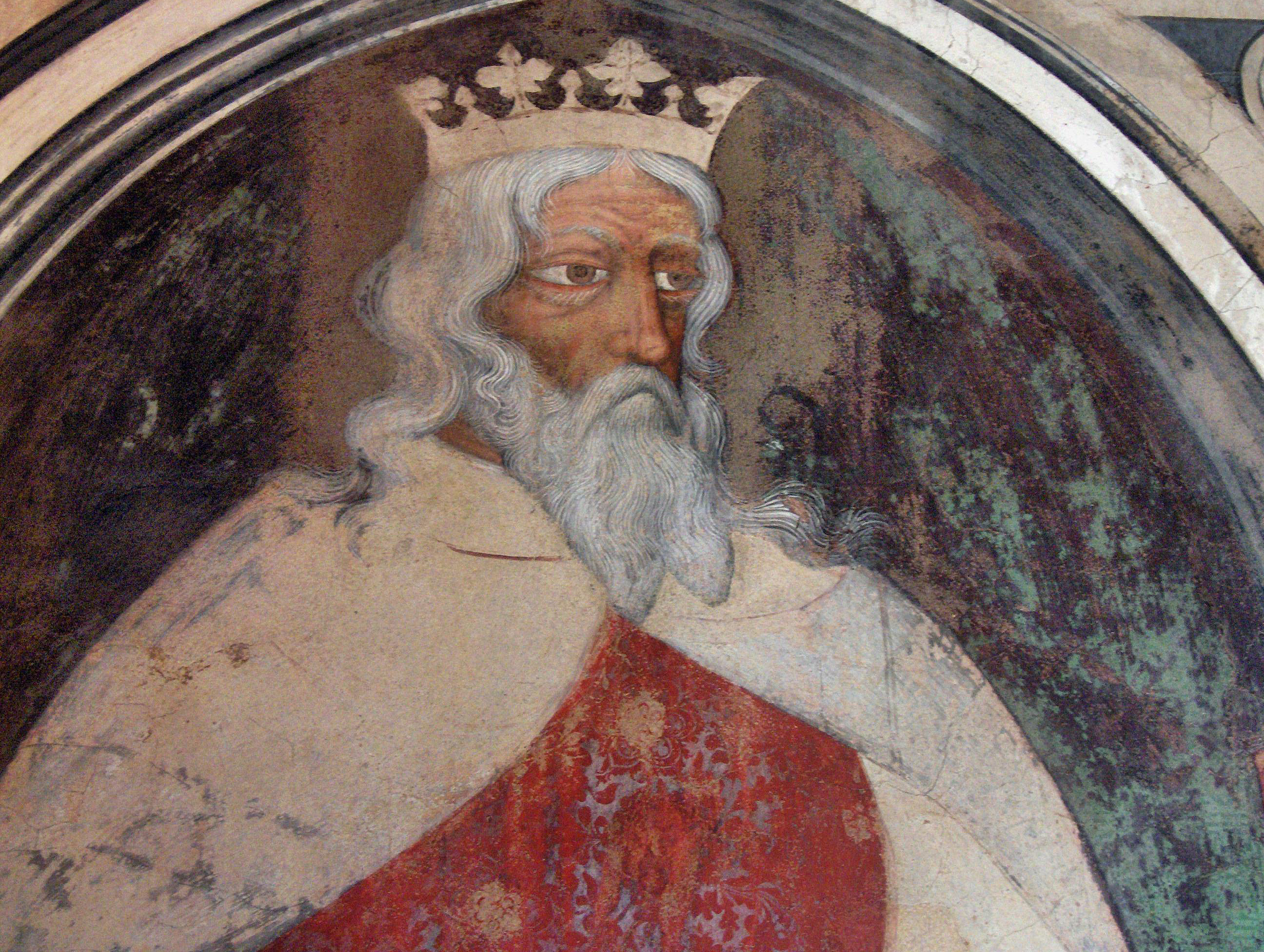
Carlo Magno
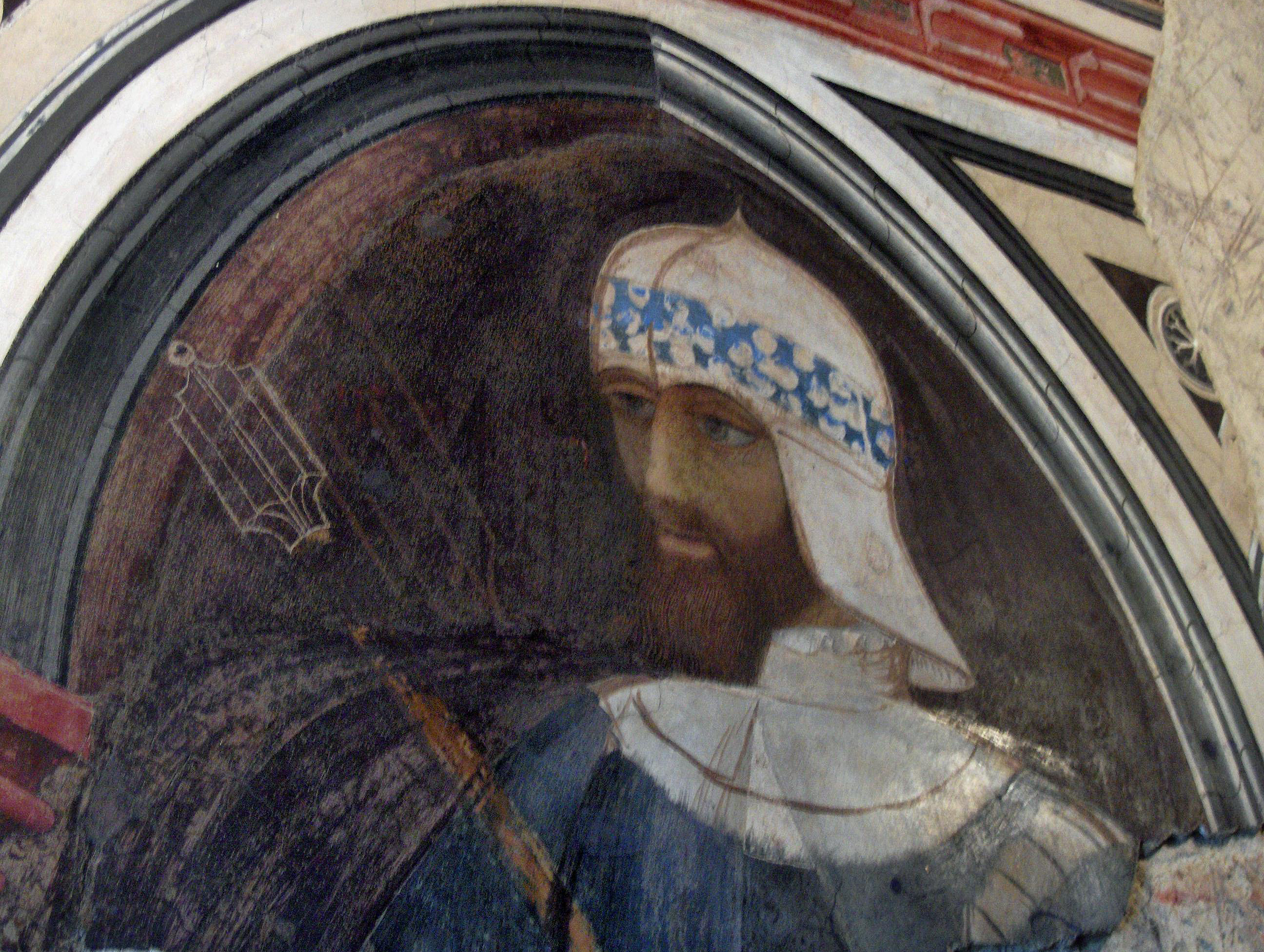
Goffredo da Buglione
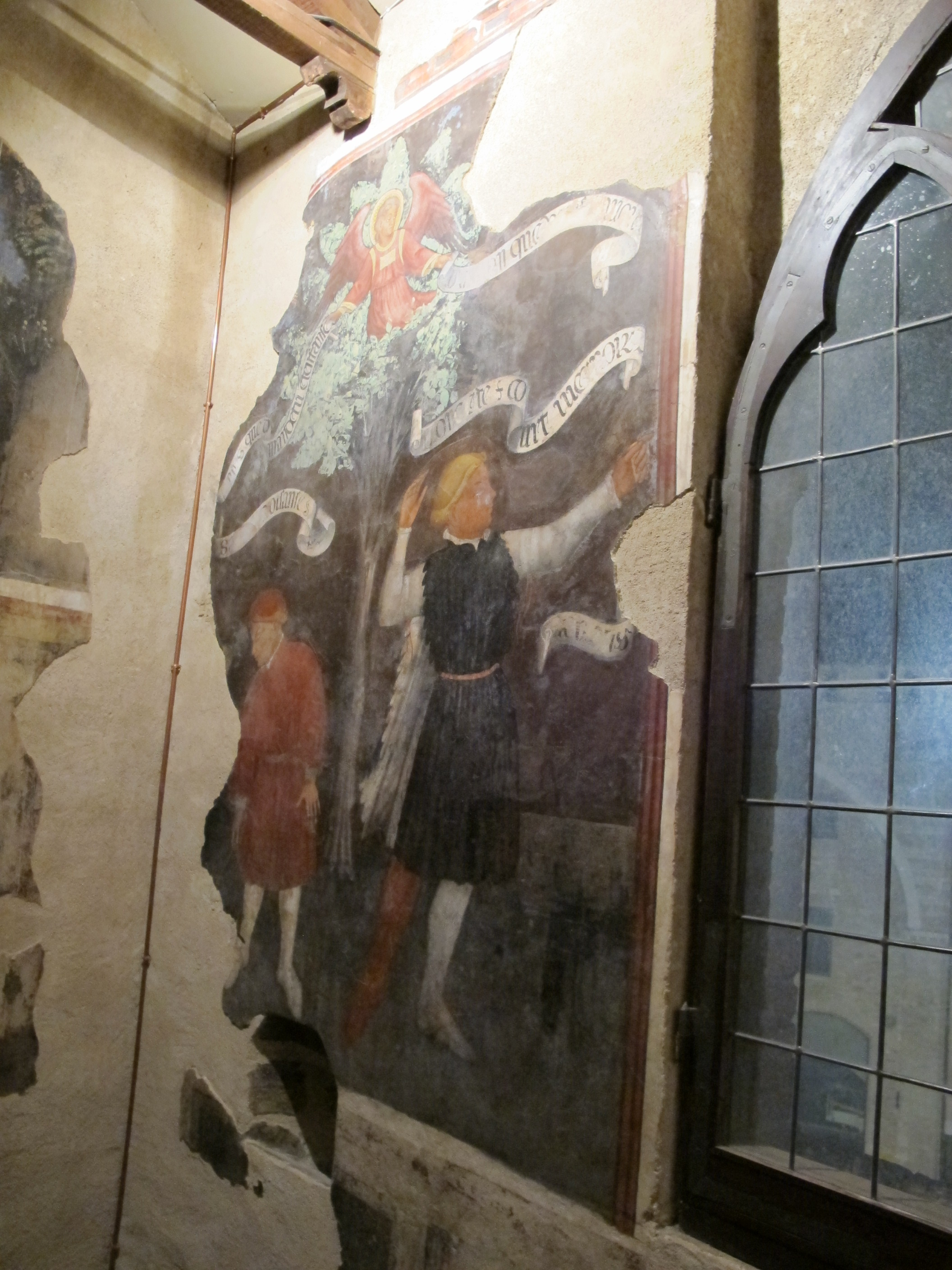
Infanzia e Adolescenza
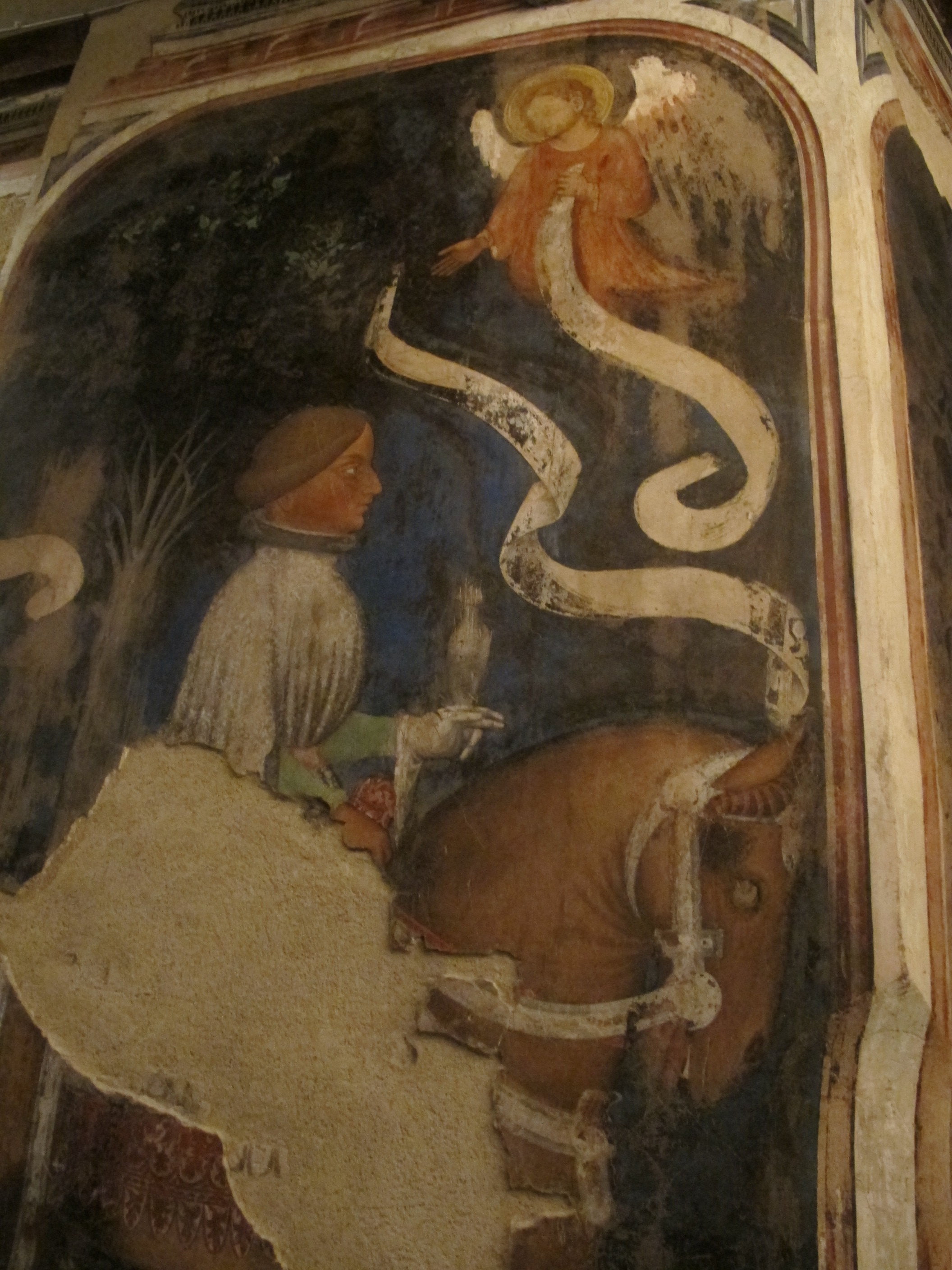
Giovinezza
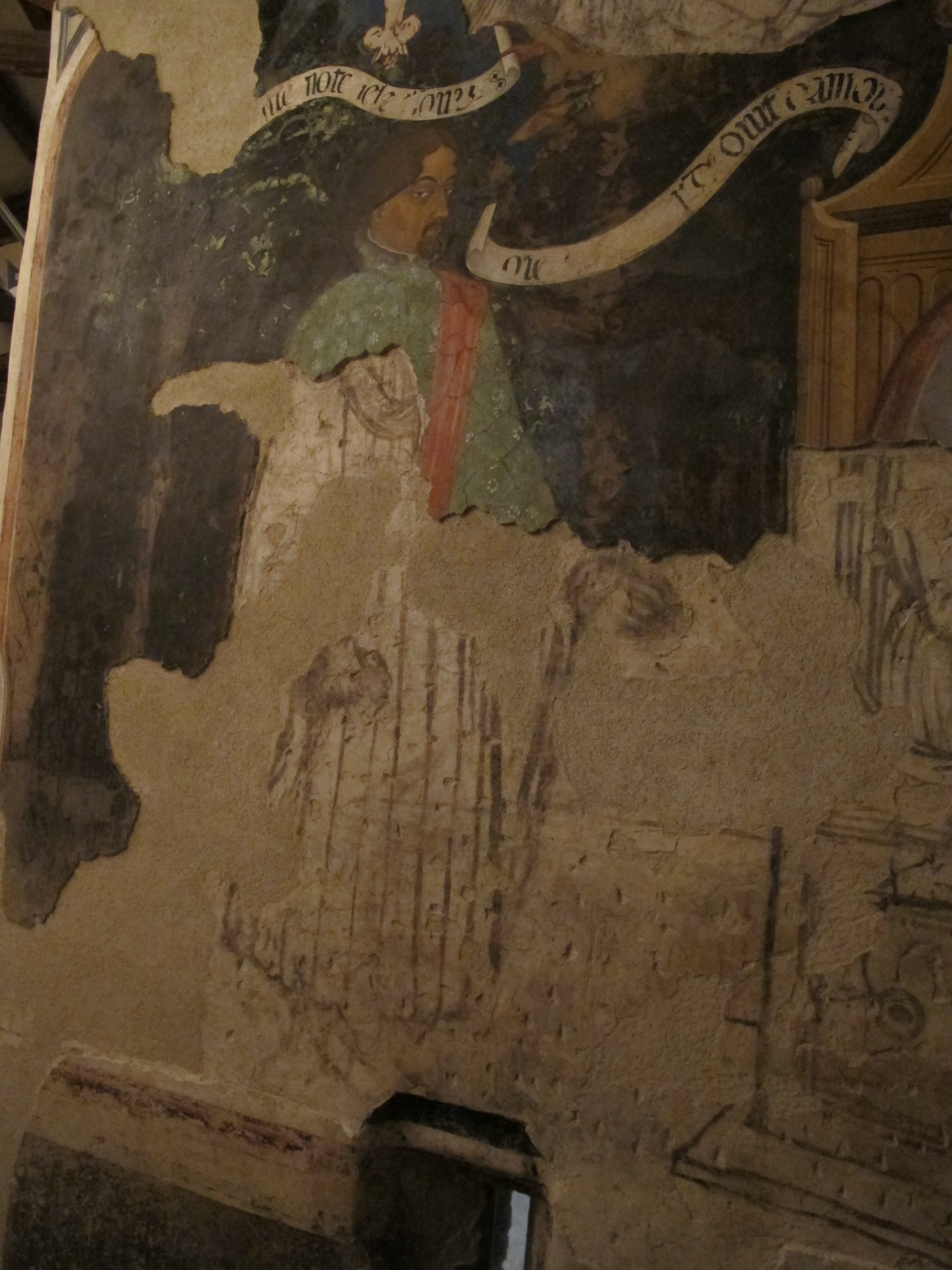
Virilità
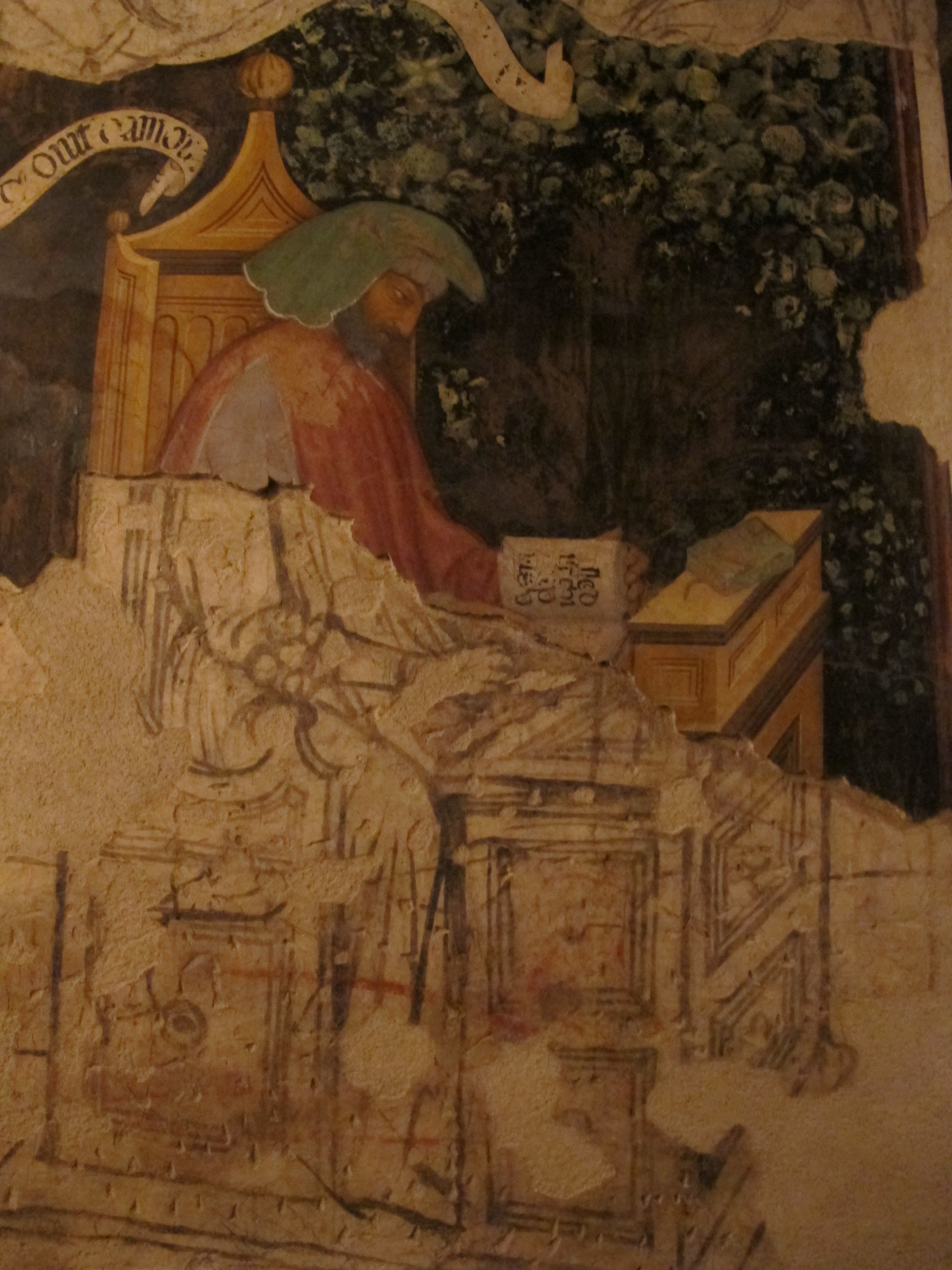
Maturità